# 親自然設計

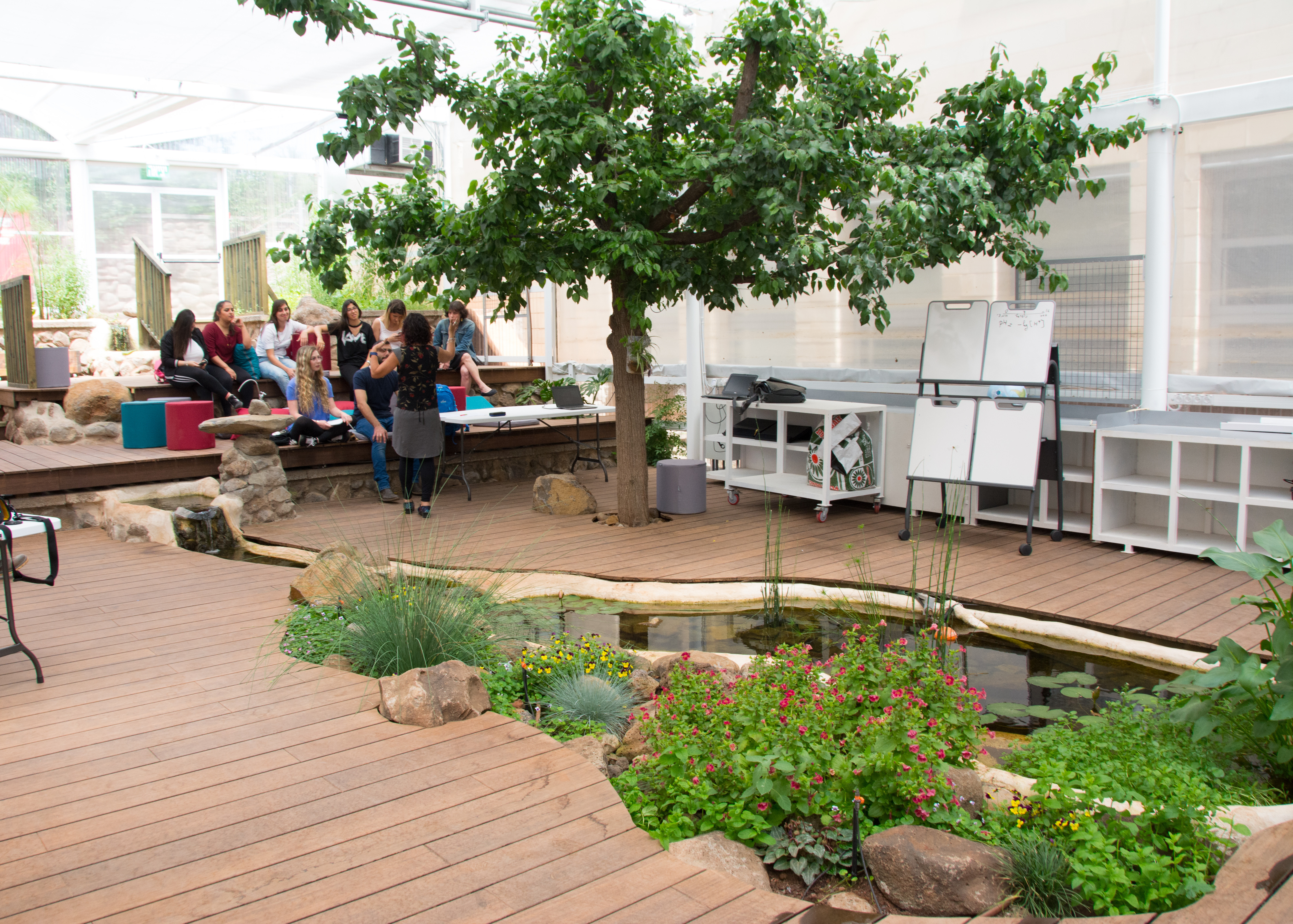
以色列奧哈洛學院的親自然學習空間。

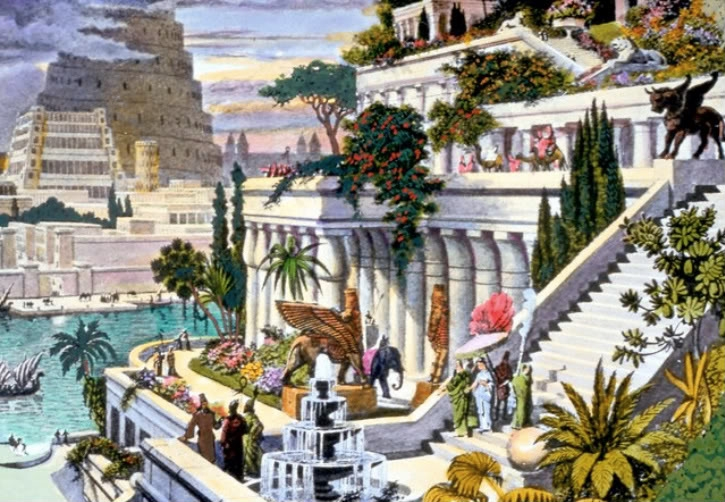
巴比倫空中花園的畫作，背景是巴別塔。

親自然設計（英語：Biophilic design）是建築工業中的概念，利用直接的自然元素（如陽光、水、動植物）、間接的自然元素（如天然材料、自然影像、仿生科技）以及空間場所條件，來增加居用者與自然環境的連結。這項概念可以應用到樓宇乃至整座城市上，雖然存在一些缺點，但能對居民和都市環境帶來健康、環境和經濟方面的益處。「親自然設計」這個名詞是近代才出現的，但早在巴比倫空中花園的建築技術中就可以看到此概念的跡象。